# Kainit (mineral)
Kainit, KMg(SO4)Cl•3H2O, är ett i vatten lättlösligt evaporitmineral bestående av kalium, magnesium, sulfat och klorid samt kristallvatten. 

## Egenskaper
Kainit är vattenlösligt men vid återkristallisering faller ett kaliummagnesiumsulfat K2Mg(SO4)2•6H2O ut, det vill säga kloridjonerna följer inte med. Kainit har salt och bitter smak. Mineralet är inte hygroskopiskt. I ren form är kainit vattenklar men kan innehålla främmande ämnen eller inneslutningar som ger mineralet färg eller minskar transparensen.

## Historia och etymologi
Kainit upptäcktes 1864 av W. Schöne och beskrevs året efter av Carl Friedrich Jacob Zincken, som namngav mineralet efter det grekiska ordet καινος (kainos) ny, (hittills) obekant eftersom det var den första föreningen som hittats med både sulfat och klorid i den kemiska formeln.

## Kemi
Kainit innehåller ofta natrium som ersatt en del av kaliumet. Genom talrika analyser fastställde Robert Kühn och Karl-Heinrich Ritter att kainit innehåller endast 2,75 mol kristallvatten och utgick från att i tidigare analyser hade små inneslutningar av moderlut (Bergfeuchte) räknats in som kristallvatten.

## Förekomst
Kainit förekommer till största delen som korniga massor men ibland som tavelformiga eller nästan isometriska kristaller.
Förekomster av kainit har påträffats i saltgruvor i Stassfurt i Saxen Anhalt, Tyskland, där det ingår i saltavlagringar som vita till gulaktiga, korniga lager. Utöver Tyskland förekommer kainit i Island,Polen, Ryssland, Österrike, Afghanistan, Iran, Kazakstan, Kina, Pakistan, Tunisien, Kanada och USA.

## Användning
Kainit används som råvara för framställning av kalium- och magnesiumföreningar. Det var tidigare  ett viktigt kaligödselmedel. Det har även använts som vägsalt.